# The York Realist
The York Realist è un'opera teatrale del drammaturgo gallese Peter Gill, debuttata nella Città di Salford nel 2001.

## Trama
Yorkshire, primi anni 60. Il fattore George entra in una compagnia amatoriale che sta facendo le prove per mettere in scena il Ciclo di York, ma abbandona la compagnia per prendersi cura della madre malata. John, il timido assistente della regia, lo va a visitare nel suo cottage di campagna e qui i due instaureranno una relazione che si protrarrà per diversi mesi, prima che le inconciliabili differenze tra i due li separi bruscamente. Un anno dopo John torna nello Yorkshire per andare a trovare George, che ha perso la madre, sperando che l'uomo, ora privo di legami, possa trasferirsi a Londra con lui. Ma George rifiuta, perché le differenze culturali tra i due e quello che vogliono dalla vita continuerebbe a creare attrito. Pur amandosi ancora, i due uomini si lasciano e John torna a Londra: lui non sarebbe disposto a trasferirsi nello Yorkshire tanto quanto George non si trasferirebbe a Londra. 

## Produzioni
La pièce debutto, diretta dallo stesso autore Peter Gill, al Lowry della Città di Salford nel novembre 2001, per poi essere messo in scena anche a Bristol, al Royal Court Theatre e nel West End londinese l'anno successivo. Il cast comprendeva Lloyd Owen (George), Richard Coyle (John), Anne Reid (madre), Ian Mercer (Arthur), Caroline O'Neill (Barbara), Wendy Nottingham (Doreen) e Felix Bell (Jack). Il dramma fu candidato al Laurence Olivier Award e vinse il Critics Circle Award alla migliore opera teatrale.
Nel febbraio 2018 un nuovo allestimento di The York Realist andò in scena alla Donmar Warehouse di Londra, con la regia di Robert Hastie. Il cast era composto da Jonathan Bailey (John), Ben Batt (George), Lesley Nicol (Madre), Lucy Black (Barbara), Matthew Wilson (Arthur), Katie West (Doreen) e Brian Fletcher (Jack).